# ورالوگاستنا
ورالوگاستنا (به لاتین: Weralugastenna) یک منطقهٔ مسکونی در سری‌لانکا است که در استان مرکزی (سری‌لانکا) واقع شده‌است.